# Antoine Dupont
Antoine Dupont (Lannemezan, 15 de noviembre de 1996) es un jugador francés de rugby que se desempeña como medio scrum y juega en el Stade Toulousain del Top 14. Es internacional con Les Bleus desde 2017.
Dupont ganó el premio al Jugador del Año de World Rugby Masculino de 15 en 2021 y el premio al Jugador del Año de World Rugby Masculino de Seven en 2024. Es el primer jugador francés que gana el premio al Jugador Mundial de Rugby del Año en la categoría de Seven Masculino. También es el primer y único jugador de rugby que ha ganado los premios al Jugador Mundial de Rugby del Año en la categoría masculina de 15 y de 7 en su carrera. También ha ganado un récord compartido de tres premios al Jugador del Campeonato de las Seis Naciones, la mayor cantidad obtenida por un jugador francés.

## Biografía
Dupont nació en Lannemezan pero creció en el cercano pueblo de Castelnau-Magnoac, donde comenzó a jugar al rugby para el Magnoac FC a la edad de 4 años. En 2011 se incorporó a Auch como junior. 

## Carrera
En 2014, Dupont se unió a Castres en el Top 14 después del descenso de Auch en la temporada 2013-14 de Rugby Pro D2. En noviembre de 2016, el Stade Toulousain anunció el fichaje de Dupont para la temporada 2017-18. 
En 2019, Dupont ganó el Top 14 con Toulouse después de derrotar a ASM Clermont Auvergne 24-18 en la final de 2018-19. En mayo de 2021, Dupont ganó la Copa de Campeones Europeos de Rugby con Toulouse después de derrotar a La Rochelle 22-17 en la final de 2020-2021. Como capitán, levantó el trofeo tras el pitido final.  Ese mismo año, Toulouse completó el doblete nacional y europeo al ganar el Top 14 por segunda vez tras vencer a La Rochelle por 18-8 en la final. 
En abril de 2023, se convirtió en el primer jugador desde que comenzaron los registros en 2019 en registrar cinco asistencias de try en el partido de la Copa de Campeones cuando su equipo venció a los Sharks 54-20 en los cuartos de final de la competencia. 
En mayo de 2024, ganó el premio al mejor jugador del partido en la final de la Copa de Campeones de 2024, derrotando a Leinster por 31-22 en el Tottenham Hotspur Stadium para ganar el trofeo por segunda vez en su carrera.  También fue a ganar el premio al mejor jugador del torneo.  En octubre de 2024, también se convirtió en el jugador Top 14 del año en La Nuit du Rugby. 
En diciembre de 2024, consiguió cuatro asistencias de try en la primera ronda de la European Rugby Champions Cup 2024-25 cuando su equipo venció al Ulster por 61-21. Este récord fue apenas la segunda vez desde 2019 que un jugador registró cuatro o más asistencias de try en la competencia, habiendo sido superado solo por su otro total de cinco asistencias poco más de un año antes. 

## Selección nacional
En 2016, Dupont fue seleccionado para el equipo francés Sub-20 para el Campeonato Mundial de Rugby Sub-20 de 2016. Fue una de las estrellas del torneo anotando 36 puntos que incluyeron 5 tries.  En noviembre de 2016, fue seleccionado para el equipo Barbarians francés que jugó y venció a Australia .  
Dupont fue convocado al primer equipo francés por primera vez antes del cuarto partido del Torneo de las Seis Naciones 2017 de Francia contra Italia como reemplazo de Maxime Machenaud .  Hizo su debut en ese partido entrando en lugar de Baptiste Serin en el minuto 72 en una eventual victoria visitante por 40-18. 
En 2020, Dupont fue nombrado Jugador del Campeonato después del Torneo de las Seis Naciones 2020. 
En 2022, Dupont fue nombrado capitán suplente de Francia en ausencia de Charles Ollivon . Más tarde ese año, Francia ganó el Torneo de las Seis Naciones 2022, logrando así el Grand Slam . Esta fue la primera victoria de Francia en el Campeonato de las Seis Naciones desde 2010.  Dupont fue galardonado como Jugador del Campeonato por tercera vez. Aunque Francia no ganó el  Torneo de las Seis Naciones 2023, Dupont consiguió su tercer trofeo de Jugador del Campeonato, igualando a Brian O'Driscoll como el único jugador en ganar el premio tres veces. 
Es el tercer capitán francés, después de Fabien Pelous y Thierry Dusautoir, que ha vencido a Australia, Nueva Zelanda y Sudáfrica. Fue seleccionado para capitanear el equipo de 34 jugadores que representará a Francia cuando sea sede de la Copa Mundial de Rugby de 2023.  Avanzaron más allá de la fase de grupos, sin embargo, salieron del torneo en los cuartos de final después de perder ante el eventual campeón, Sudáfrica. 
En noviembre de 2024, llevó a Francia a una tercera victoria consecutiva sobre Nueva Zelanda durante la Serie de Naciones de Otoño de 2024. Esto igualó el récord histórico de Francia de victorias consecutivas sobre los All Blacks. 
En febrero de 2025, anotó dos tries y fue elegido jugador del partido, jugando como medio melé y apertura durante una victoria visitante por 73-24 sobre Italia en el Torneo de las Seis Naciones 2025.  Esta actuación le valió el premio al jugador de la ronda en una encuesta de aficionados. 

### Francia 7s
Durante la temporada 2023-24 de SVNS, Dupont ayudó a France 7s a ganar el torneo de Los Ángeles y luego el torneo de Madrid. Al ganar este último, France 7s se convirtió en campeón por primera vez en la historia. Estuvo ausente en Francia XV durante el Torneo de las Seis Naciones 2024 debido a su compromiso con Francia 7.
Durante los Juegos Olímpicos de París 2024, jugó un papel clave y anotó el último try ante Argentina en cuartos de final. Francia llegaría a la final donde se enfrentaría a Fiyi y Dupont volvió a brillar, anotando y asistiendo y ayudando a Francia a asegurar su primera medalla de oro en Seven.

### Participaciones en Copas del Mundo
| Mundial                       | Sede    | Resultado        | PJ | Tries |
| ----------------------------- | ------- | ---------------- | -- | ----- |
| Copa Mundial de Rugby de 2019 | Japón   | Cuartos de final | 3  | 1     |
| Copa Mundial de Rugby de 2023 | Francia | Cuartos de final | 3  | 1     |

### Participaciones en Juegos Olímpicos
| Juegos Olímpicos      | Sede  | Resultado      | PJ | Tries |
| --------------------- | ----- | -------------- | -- | ----- |
| Juegos Olímpicos 2024 | París | Medalla de oro | 6  | 4     |

## Palmarés y distinciones notables
- Campeón del Torneo de las Seis Naciones de 2022 y 2025
- Campeón del Top 14 de 2018–19, 2020-21, 2022-23, 2023-24 y 2024-25
- Copa de Europa de 2020-21 y 2023-24
- Serie Mundial de Rugby 7 2023-24: Seven de Estados Unidos 2024
- Campeón Olímpico en París 2024 de rugby 7[22]